# Hurdes
Hurdes este o arie protejată (arie de protecție specială avifaunistică — SPA) din Spania întinsă pe o suprafață de 27.236,58 ha, integral pe uscat.

## Localizare
Centrul sitului Hurdes este situat la coordonatele 40°23′46″N 6°15′31″W / 40.3961°N 6.2586°V.

## Înființare
Situl Hurdes a fost declarat arie de protecție specială avifaunistică în iunie 2003 pentru a proteja 4 specii de plante și 94 de specii de animale.

## Biodiversitate
Situată în ecoregiunea mediteraneană, aria protejată conține 12 habitate naturale: Păduri de Castanea sativa, Păduri aluvionare cu Alnus glutinosa și Fraxinus excelsior (Alno-Padion, Alnion incanae, Salicion albae), Pante stâncoase silicioase cu vegetație casmofită, Păduri de stejar galițio-portugheze cu Quercus robur și Quercus pyrenaica, Grohotișuri termofile și vest-mediteraneene, Păduri de Quercus suber, Păduri de Quercus ilex și Quercus rotundifolia, Matorral arborescenți cu Juniperus spp., Lande oro-mediteraneene cu formațiuni endemice de grozamă, Pajiști uscate europene, Formațiuni montane de Cytisus purgans, Pseudostepă cu ierburi și specii anuale de Thero-Brachypodietea.
La baza desemnării sitului se află mai multe specii protejate:
- plante (4): Festuca elegans, Festuca summilusitana, Narcissus asturiensis, Veronica micrantha
- păsări (79): uliu păsărar (Accipiter nisus), vulturul negru (Aegypius monachus), ciocârlie-de-câmp (Alauda arvensis), pescăruș albastru (Alcedo atthis), fâsă-de-câmp (Anthus campestris), fâsă de luncă (Anthus pratensis), lăstunul mare (Apus apus), acvilă de munte (Aquila chrysaetos), stârc cenușiu (Ardea cinerea), caprimulg (Caprimulgus europaeus), Caprimulgus ruficollis, scatiu (Carduelis spinus), Certhia brachydactyla, Cettia cetti, barză albă (Ciconia ciconia), barză neagră (Ciconia nigra), șerpar (Circaetus gallicus), botgros (Coccothraustes coccothraustes), porumbel gulerat (Columba palumbus), prepeliță (Coturnix coturnix), cuc (Cuculus canorus), lăstun de casă (Delichon urbica), ciocănitoare pestriță mare (Dendrocopos major), ciocănitoare pestriță mică (Dendrocopos minor), presură de grădină (Emberiza hortulana), măcăleandru (Erithacus rubecula), Falco naumanni, șoim călător (Falco peregrinus), șoimul rândunelelor (Falco subbuteo), vânturel roșu (Falco tinnunculus), Galerida theklae, vulturul pleșuv sur (Gyps fulvus), acvilă pitică (Hieraaetus pennatus), rândunică roșcată (Hirundo daurica), rândunică (Hirundo rustica), capîntortură (Jynx torquilla), sfrâncioc mare (Lanius excubitor), sfrâncioc cu cap roșu (Lanius senator), forfecuță gălbuie (Loxia curvirostra), ciocârlie de pădure (Lullula arborea), privighetoare (Luscinia megarhynchos), ciocârlie de bărăgan (Melanocorypha calandra), prigoare (Merops apiaster), gaia neagră (Milvus migrans), gaia roșie (Milvus milvus), mierlă de piatră (Monticola saxatilis), mierlă albastră (Monticola solitarius), codobatură galbenă (Motacilla alba), codobatură de munte (Motacilla cinerea), muscar sur (Muscicapa striata), vultur egiptean (Neophron percnopterus), pietrar mediteranean (Oenanthe hispanica), Oenanthe leucura, pietrar sur (Oenanthe oenanthe), grangur (Oriolus oriolus), ciuf-pitic (Otus scops), viespar (Pernis apivorus), codroș de munte (Phoenicurus ochruros), codroșul de pădure (Phoenicurus phoenicurus), pitulice de munte (Phylloscopus bonelli), pitulice de munte (Phylloscopus collybita), Phylloscopus ibericus, ciocănitoarea verde (Picus viridis), brumăriță de pădure (Prunella modularis), Ptyonoprogne rupestris, aușel sprâncenat (Regulus ignicapilla), mărăcinar negru (Saxicola torquatus), turturică (Streptopelia turtur), silvie cu cap negru (Sylvia atricapilla), silvie de zăvoi (Sylvia borin), silvie roșcată (Sylvia cantillans), silvie de câmp (Sylvia communis), Sylvia conspicillata, silvie mediteraneană (Sylvia melanocephala), silvie de tufiș (Sylvia undata), Tachymarptis melba, pănțărușul (Troglodytes troglodytes), sturz-cântător (Turdus philomelos), pupăză (Upupa epops)
- amfibieni (1): Discoglossus galganoi
- mamifere (4): lupul (Canis lupus), Galemys pyrenaicus, vidră de râu (Lutra lutra), râs iberic (Lynx pardinus)
- nevertebrate (3): croitorul mare al stejarului (Cerambyx cerdo), fluturele auriu (Euphydryas aurinia), rădașcă (Lucanus cervus)
- pești (4): Cobitis vettonica, Luciobarbus comizo, Pseudochondrostoma polylepis, Rutilus alburnoides
- reptile (3): Lacerta monticola, Lacerta schreiberi, Mauremys leprosa

Pe lângă speciile protejate, pe teritoriul sitului au mai fost identificate 12 specii de păsări, 1 specie de mamifere, 1 specie de pești, 1 specie de reptile.